# Вудраф (Јута)
Вудраф (енгл. Woodruff) град је у америчкој савезној држави Јута.

## Демографија
По попису из 2010. године број становника је 180, што је 14 (-7,2%) становника мање него 2000. године.
| Група             | 2000.        | 2010.       |
| Белци             | 194 (100,0%) | 179 (99,4%) |
| Афроамериканци    | 0 (0,0%)     | 0 (0,0%)    |
| Азијати           | 0 (0,0%)     | 0 (0,0%)    |
| Хиспаноамериканци | 0 (0,0%)     | 0 (0,0%)    |
| Укупно            | 194          | 180         |